# Apomempsis densepunctata
Apomempsis densepunctata là một loài bọ cánh cứng trong họ Cerambycidae.